# Ferrocarril de Oxford, Worcester y Wolverhampton
El Ferrocarril de Oxford, Worcester y Wolverhampton (nombre original en inglés: Oxford, Worcester and Wolverhampton Railway, abreviado como OW&WR) era una compañía ferroviaria británica. Construyó una línea desde Wolvercot Junction, cerca de Oxford, hasta Worcester, Stourbridge, Dudley y Wolverhampton, así como algunos ramales.
Su línea principal se abrió por etapas entre 1852 y 1853. Cuando el Ferrocarril de Midland Oeste (WMR) se formó por fusión en 1860, el OW&WR era el socio dominante, pero la Compañía del Midland Oeste se fusionó con el Great Western Railway (GWR) en 1863. La construcción de varios ramales y extensiones por parte del Midland Oeste permitió que la línea principal se desarrollase como una importante ruta troncal.
Gran parte de la línea principal original se ha mantenido en uso con posterioridad (2017).

## Antes del OW&WR

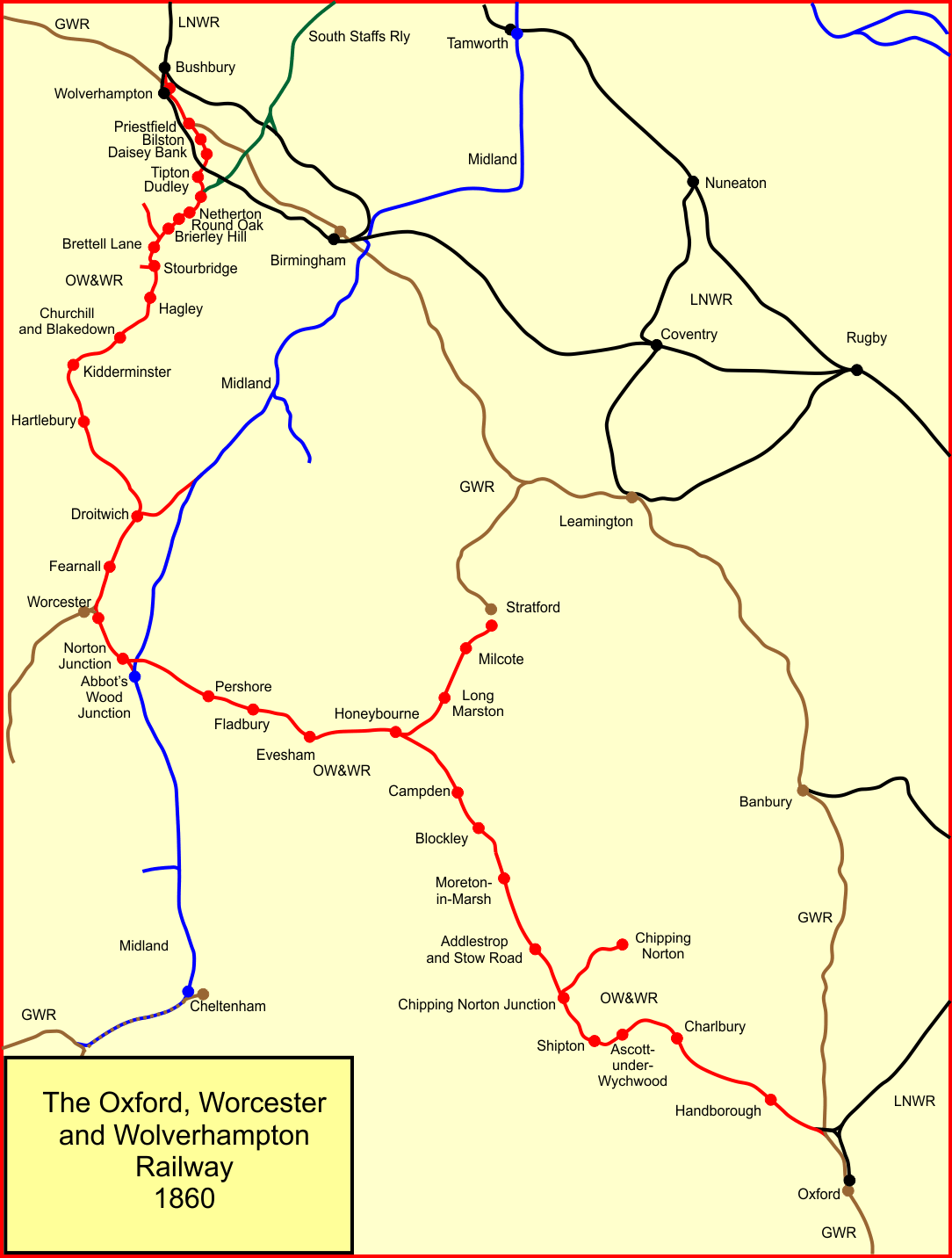
El Ferrocarril de Oxford, Worcester y Wolverhampton en 1860

En 1841, el GWR abrió su primera línea principal entre Londres y Bristol. Fue diseñada por Isambard Kingdom Brunel y se equipó con vías de gran ancho, en contraste con la mayoría de los ferrocarriles que ya existían en Gran Bretaña. La vía ancha, argumentó Brunel, daría mayor estabilidad a los trenes que circulan a gran velocidad. En 1844 se abrió un ramal de Didcot a Oxford, como preparación para extender el sistema del GWR a las Midlands Occidentales. También fue diseñado por Brunel, que utilizó de nuevo su vía ancha.
Birmingham y la zona industrial del Black Country ya estaban servidas, por el Ferrocarril de Londres y Birmingham de 1838, y el Ferrocarril Grand Junction (GJR). El GJR había abierto en 1837 y corría hacia el norte desde Birmingham, bordeando Wolverhampton para llegar al Ferrocarril de Liverpool y Mánchester.
Acercándose a Birmingham desde el sur estaba el Ferrocarril de Birmingham y Gloucester. Inaugurado en 1840, dejaba Worcester a cierta distancia, pasando por alto la ciudad. En 1845 se convirtió en parte del Ferrocarril de Midland y se unió con el Ferrocarril de Bristol y Gloucester, formando una ruta directa a Bristol, aunque inicialmente con un transbordo debido a la discontinuidad de ancho que se producía en Gloucester.
La apertura de estas líneas dio un enorme ímpetu a la industria pesada de las áreas a las que servían, lo que representó un avance considerable con respecto al transporte basado en los canales, que anteriormente había sido casi un monopolio. Al mismo tiempo, se generó una demanda de más líneas que sirvieran a áreas alejadas de las líneas existentes y, cuando fue posible, se potenció la competencia entre compañías ferroviarias.

## Propuesta para construir el OW&WR
En este contexto, se creó un interés considerable en un ferrocarril que cruzara el Black Country hasta Wolverhampton, su ciudad más grande. Se podría hacer una línea desde Oxford, pasando por Worcester, Kidderminster y Stourbridge hasta Wolverhampton, conectando con una gran cantidad de localizaciones industriales. La línea propuesta cayó naturalmente en el área de dominio de Great Western Railway, y se encargó a Brunel que realizara un estudio para una línea de vía ancha.
Se emitió un prospecto describiendo la propuesta el 22 de mayo de 1844. El capital de la empresa iba a ser de 1.500.000 libras esterlinas, y estaban en marcha negociaciones para arrendar la línea una vez finalizada al Great Western Railway, como de hecho se acordó provisionalmente en septiembre. El plazo del arrendamiento sería de 999 años, y el GWR pagaría una renta del 3,5% sobre el capital más el 50% de las utilidades.
El proyecto de ley necesario para fundar la empresa pasó a la sesión del Parlamento de 1845 y recibió la sanción real el 4 de agosto de 1845.

## Ancho de vía

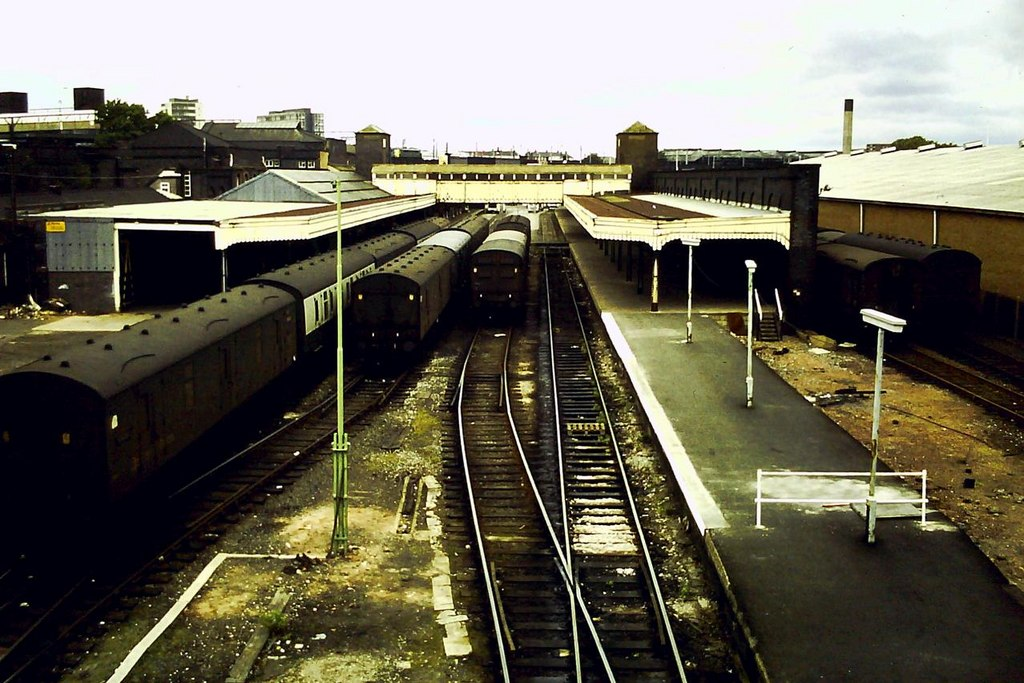
Estación baja de Wolverhampton

La Ley del OW&WR requería que el ancho de vía fuera el mismo que en el GWR, es decir, la vía de gran ancho ideada por Isambard Kingdom Brunel, pero con algunas condiciones.
La línea debía comenzar desde una conexión con la vía de ancho mixto del Ferrocarril de Oxford y Rugby localizada inmediatamente al norte de Oxford, en Wolvercot Junction.
Sin embargo, en el extremo norte iba a terminar en una conexión con el Ferrocarril Grand Junction en Bushbury Junction. El Grand Junction era un ferrocarril exclusivamente de vía estrecha (estándar), y cualquier "conexión" debería haber sido un punto de transbordo.
La situación se complicó ante un posible cambio de actitud por parte del GJR. Habían confiado en el Ferrocarril de Londres y Birmingham (L&BR) para acceder a Londres, pero las relaciones se deterioraron cuando esta compañía planeó la fusión con el Ferrocarril de Mánchester y Birmingham. Temiendo que este acuerdo implicase que se pasara por alto su propia línea, el GJR coqueteó con la idea de convertirse a la vía ancha, o al menos a la vía mixta. Esto le daría acceso a Londres por el OW&WR, sin pasar por la línea del L&BR.
Webster señala que este cambio de actitud alarmó al L&BR, pero "es extremadamente dudoso que la Junta del Ferrocarril Grand Junction hubiese considerado seriamente proyectar su línea con vías de gran ancho".
El siguiente problema fue que el Ferrocarril de Birmingham y Gloucester se había construido pasando a cierta distancia de Worcester, hecho que había causado resentimiento en la ciudad. Un ramal en Abbots Wood entre las dos líneas permitiría que los trenes del B&GR llegaran a Worcester, y se contempló que una línea de conexión desde Droitwich al tendido del B&GR en Stoke Works permitiría disponer de una línea circular al propio B&GR, que disponía de vía estrecha (estándar), por lo que la línea circular tendría que ser de vía mixta.

## Costes de construcción
En 1846, Francis Rufford, el presidente del OW&WR vio que la inflación de los costos de construcción provocada por la fiebre ferroviaria, ahora en su apogeo, significaba que la estimación de 1,5 millones de libras que habían utilizado sería inadecuada, y pidió al GWR que aumentara su alquiler en proporción al costo anticipado, que se estimó que sería de al menos 2,5 millones de libras esterlinas. El GWR no se opuso inmediatamente a esto, y el OW&WR pudo haber entendido que el GWR había aceptado formalmente su propuesta. Por su parte, la Junta del OW&WR informó indebidamente a los posibles accionistas que el GWR garantizaba un interés del 4% sobre el costo total de la construcción, cualquiera que fuera, y esto provocó más adelante unas tensas relaciones entre las dos empresas durante un largo período. En agosto de 1847, cuando el OW&WR se encontró nuevamente ahogado financieramente, le pidió al GWR que aumentara la tasa de interés al 5%, lo que empeoró la situación.
En 1847 se revisó la terminación norte de la línea, y en lugar de simplemente unirse al Grand Junction en Bushbury, se agregaría un ramal para llegar a una estación conjunta propuesta en Wolverhampton, compartida con el Ferrocarril de Birmingham, Wolverhampton y Dudley y con el Ferrocarril de Shrewsbury y Birmingham.
Esto fue autorizado por la Ley del 14 de agosto de 1848, que también autorizó un millón de libras adicionales de capital a recaudar mediante acciones preferentes.
Cuando la economía se estaba recuperando de la depresión posterior a la fiebre ferroviaria, la Revolución francesa de 1848 hundió de nuevo la confianza del público y, por el momento, la construcción se paralizó debido a la falta de dinero. Se nombró un comité de accionistas, alarmado por el repetido aplazamiento de la construcción y apertura de la línea. Pensaron que se necesitarían otros 1,5 millones de libras adicionales para completar la línea y recomendaron una reducción drástica de la extensión de la construcción por el momento. La Cámara de Comercio conoció estos hechos y envió al Capitán Simmons a investigar la situación. Su informe del 27 de noviembre de 1849 dio como resultado que la Junta de Comercio instara al Great Western Railway para que completara la línea. La Ley de 1845 había "autorizado" al GWR a hacerlo, pero la Junta de Comercio no tenía poder para "requerirles" que lo hicieran, y la situación se estancó por el momento.

## El Ferrocarril de Midland y el ramal a Worcester
Cuando se construyó el Ferrocarril de Birmingham y Gloucester, su ruta evitaba Worcester a cierta distancia, lo que siguió un asunto delicado para la ciudad. El Ferrocarril de Midland se había hecho cargo de B&GR en 1846. La ruta propuesta por OW&WR cruzó la línea B&GR en Abbot's Wood y, por acuerdo, Midland Railway construyó un ramal corto entre las dos líneas y colocó una vía de vía estrecha (estándar) en la alineación de OW&WR como hasta una estación temporal en Tallow Hill, cerca de Shrub Hill en Worcester. En efecto, era una rama de una sola línea; se abrió a los trenes de Midland Railway el 5 de octubre de 1850. Había cinco trenes a Bristol diariamente y seis a Birmingham (Curzon Street); el último viaje tomó más de dos horas.
El 18 de febrero de 1852, se abrió la sección de Droitwich a Stoke Works Junction, en la línea de Birmingham y Gloucester (ya propiedad del Ferrocarril de Midland), completando el circuito de Worcester para el Midland. Desde ese momento, todos sus trenes de pasajeros de Gloucester a Birmingham pasarían por Worcester y Droitwich, dejando su propia línea principal para el tráfico de mercancías y un servicio de conexión local muy ligero, que se acabaría suspendiendo a finales de septiembre de 1855, y todas las estaciones intermedias del Midland en su antigua línea principal entre Abbotswood y Stoke Works Junctions se cerraron permanentemente.

## Reinicio de las obras
En enero de 1851, se celebró otra asamblea especial de accionistas. Lord Ward, recientemente elegido como presidente, manifestó que era hora de que el OW&WR tomara el control de su propio destino, dejando de depender de otros (es decir, del GWR), recaudando otras 850.000 libras esterlinas de capital en acciones preferentes al 6%. Inició negociaciones con George Carr Glyn y Samuel Carter del Ferrocarril de Londres y del Noroeste, pero con un éxito desigual.
La compañía Peto and Betts fue contratista de las obras, al igual que Treadwells. Samuel Morton Peto estaba asociado con un abogado llamado John Parson, y ambos fueron elegidos para formar parte de la Junta. Parson arregló un acuerdo (el 21 de febrero de 1851) de que el Ferrocarril de Londres y del Noroeste y Ferrocarril de Midland operarían el OW&WR como una línea de ancho estándar. Además, se daba la circunstancia de que Carter era abogado de estas dos importantes empresas.
Este hecho entraba en conflicto con el acta de autorización de la Compañía, y en mayo de 1851 un grupo de accionistas obtuvo una orden de restricción que impedía este "acto ilegal". Parson pronto acordó un acuerdo de trabajo con el Great Western Railway. Cuando se pidió a los accionistas que lo ratificaran, a instancias de Parson, insistieron en una cláusula que requería que el GWR comprara la línea después de cuatro años. Aunque esto supondría un gran descuento de 30 libras esterlinas por cada acción del OW&WR con un valor nominal de 50 libras esterlinas, el GWR señaló que el precio de mercado de las acciones del OW&WR era de 15 libras esterlinas y estaba cayendo, y rechazó la propuesta.
En aquel momento quebró un banco de Stourbridge y se perdieron las 24.000 libras esterlinas depositadas allí por el OW&WR.

## Escaramuzas en el túnel de Campden
Un contratista llamado Marchant estaba construyendo el túnel de Campden, pero en 1851 cesó el trabajo, argumentando que el OW&WR le debía dinero. Parson y Peto decidieron ocupar las obras del túnel y apoderarse por la fuerza de las instalaciones de Marchant, y se dirigieron hacia allí con una cuadrilla de trabajadores. Brunel se involucró en la disputa, y también trató de apoderarse del equipo de Marchant, pero finalmente se reclamó la intervención de un magistrado que aplicó la Ley anti revueltas de 1714. En la madrugada del 23 de julio de 1851, Brunel reunió una gran fuerza en ausencia de los magistrados y se produjo una violenta escaramuza, durante la que Marchant y sus hombres fueron derrotados.

## Viaductos de madera
Había seis viaductos de madera y 57 puentes también de madera en total (diseñados por Brunel), en la línea principal del OW&WR. Las estructuras con al menos un tramo por encima de 60 pies (18,3 m) de luz o más de cinco tramos estaban, de sur a norte, en Aldington, Evesham, Fernhill, Fladbury, Hoo Brook (Kidderminster), Blakedown, Stambermill, Parkhead, Tipton (sobre el canal de Birmingham), Dasiey Bank, Bilston (carretera de ocupación), Bilston Viaduct, Bilston Quarry, Gibbets Lane, George Street, Tramway Overbridge y Holyhead Turnpike. Todos, excepto un puente peatonal, fueron reconstruidos en 1893.

## Dimisión de Brunel
Los métodos de Parson y Peto chocaron con los principios de Brunel como ingeniero, y renunció como ingeniero del OW&WR el 17 de marzo de 1852.

## Apertura de parte de la línea

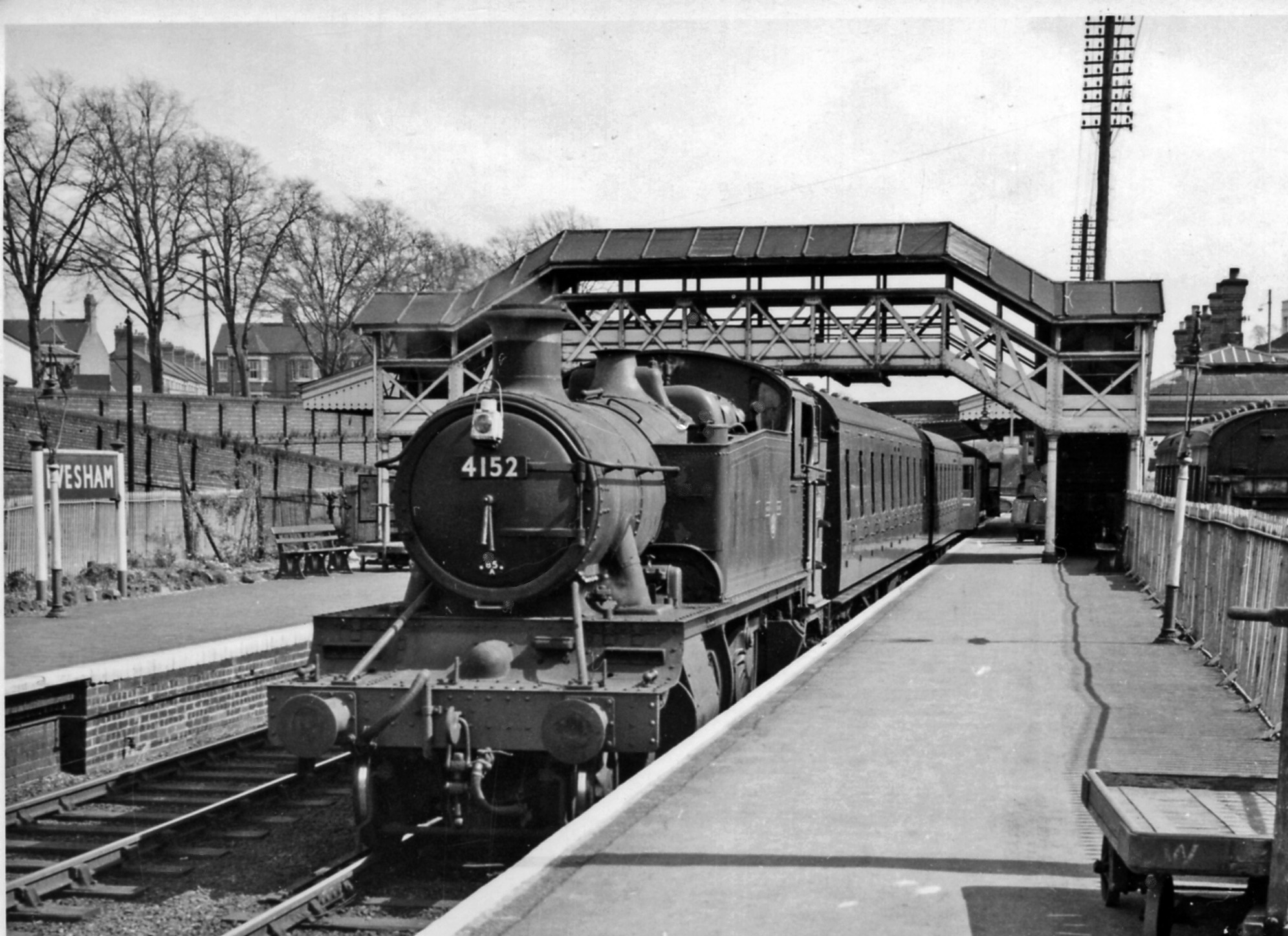
Estación de Evesham del GWR

La sección de la línea de Evesham a Stourbridge estaba prácticamente lista en marzo de 1852 y se había fijado la fecha del 1 de mayo de 1852 para la apertura de esa parte de la línea. Los recursos financieros de la Compañía se habían agotado hacía tiempo y la adquisición del material rodante necesario estaba fuera de su alcance. Se buscó un contratista (C. C. Williams) para operar en la línea y se nombró a un joven ingeniero de locomotoras, David Joy, para que fuera su superintendente. Joy asumió el cargo el 19 de abril, y se apresuró para conseguir locomotoras. Encontró cuatro, una máquina de caldera larga de seis ruedas acopladas en buenas condiciones y otras tres máquinas pequeñas. Un servicio especial se abrió el 1 de mayo y un servicio público completo el 3 de mayo de 1852. Se prestaban cuatro servicios entre Stourbridge y Evesham, que tardaban un poco más de dos horas. Además, se habilitaron recorridos cortos entre Stourbridge y Kidderminster, y dos servicios dominicales, sirviéndose para todo ello de seis locomotoras de segunda mano.
Al principio, solo estaba disponible una sola vía, pero en julio se abrió una vía doble entre Norton Junction y Evesham. Joy no tenía instalaciones de taller adecuadas y al principio tuvo que recurrir a una ferrería local para reparar las máquinas. De hecho, él mismo realizó algunos de los trabajos especializados en metalistería. Finalmente pudo disponer de un taller adecuado en marzo de 1855.
La sección de Stourbridge a Dudley se abrió al tráfico de mercancías el 16 de noviembre de 1852 y el servicio de pasajeros se inauguró el 20 de diciembre de 1852. Al principio era una sola vía al norte de Brettell Lane.
A estas alturas, la Compañía ya podía encargar locomotoras según sus propias especificaciones y, a finales de 1852, habían llegado once de un pedido de veinte locomotoras encargado a R and W Hawthorn. Las locomotoras de pasajeros eran del tipo 2-4-0 y las de mercancías eran 0-6-0. Todo el material rodante del OW&WR era de vía estrecha (en realidad, estándar).
La parte de la línea entre Wolvercot Junction y Evesham estaba a punto de completarse y se planeó abrir el 21 de abril de 1853 como una sola línea de ancho mixto. Cuando se produjo un deslizamiento de tierras cerca del túnel de Campden, la apertura se pospuso hasta el 7 de mayo, pero el Capitán Galton de la Cámara de Comercio se negó a autorizar la apertura del servicio de pasajeros porque la vía ancha estaba incompleta, al igual que la conexión en Wolvercot. De todos modos, el 7 de mayo se realizó una excursión especial para los Directores. En el viaje de regreso a Oxford, el tren se estaba retrasando y el Cheltenham Chronicle informó que un señalero, Charles Marles, había entrado en el túnel de Campden, siendo fatalmente herido por el tren retrasado. Se realizaron tres inspecciones más antes de que se autorizara la apertura y se iniciara la operación de pasajeros el 4 de junio de 1853.
La línea entre Evesham y Wolvercot Junction pronto se duplicó, pero la segunda vía era de ancho estándar, en contra de la Ley de autorización. Parson adoptó una línea combativa cuando la Cámara de Comercio cuestionó este hecho, lo que se tradujo en la obtención de una orden judicial contra el uso de la vía no aprobada. El 18 de marzo de 1854, la línea volvió a ser una línea única de ancho mixto y Parson se negó durante algún tiempo a cumplir con el requisito de la Cámara de Comercio. Finalmente, la segunda vía se reabrió el 20 de marzo de 1855 cuando se instaló un riel de vía ancha y la línea se duplicó hasta Campden.
El 1 de diciembre de 1853 se abrió la línea entre Dudley y Tipton, que incluía una curva para unir la Línea de Stour Valley del Ferrocarril de Londres y del Noroeste, un proyecto alentado por Parson que todavía deseaba aliar la línea con el LNWR, de manera que los trenes ahora podían llegar a Wolverhampton sobre la línea de esta última compañía desde Tipton.
Se produjo un retraso en la obtención de los poderes necesarios para operar en la estación de Oxford por parte del GWR, como sucesor del Ferrocarril de Oxford y Rugby. Una vez obtenidos el 4 de agosto de 1853, al GWR también se le permitió ejecutar las autorizaciones entre Priestfield y Cannock Road Junction en Wolverhampton (aunque su línea de conexión en Priestfield aún no estaba lista). El OW&WR había contemplado no continuar con la construcción entre Tipton y Wolverhampton, pero el GWR se basó en parte en ese proyecto para llegar a Shrewsbury, y en este caso Parson cedió y dispuso que se construyera la línea.

## Enlace de Yarnton
Parson y Peto habían estado maniobrando durante mucho tiempo para encontrar una ruta a Londres independiente del Great Western Railway, un hecho que naturalmente molestó al GWR. Después de algunos proyectos de ley parlamentarios fallidos para una nueva línea desde el norte de Oxford a Londres, lograron obtener la aprobación para el Ferrocarril de Buckinghamshire Junction, más conocido como el Enlace de Yarnton, una conexión corta entre Yarnton y las vías del Ferrocarril de Londres y del Noroeste entre Oxford y Bletchley.
Se inauguró el 1 de abril de 1854, momento en el que los trenes del OW&WR se dirigieron a la Estación de Euston en Londres a través de Bletchley, lo que supuso una victoria pírrica, ya que la ruta resultante era muy larga, y el servicio se suspendió en septiembre de 1861.

## Más aperturas y mejoras
El 13 de abril de 1854, un tren de vía ancha recorrió toda la línea principal entre Oxford y Wolverhampton, y el 1 de julio de ese mismo año se abrió a los pasajeros el último tramo del OW&WR, entre Tipton y Cannock Road Junction, lo que siguió a la apertura a las mercancías que había tenido lugar en abril de 1854. La estación de bajo nivel en Wolverhampton no estaba terminada y, durante un tiempo, algunos trenes de pasajeros del OW&WR continuaron utilizando la línea del LNWR por Stour Valley.
El 14 de noviembre de 1854, el Great Western Railway abrió su línea entre Birmingham Snow Hill y Wolverhampton Low Level. Se unió al OW&WR en Priestfield, para lo que se abrió un enlace de ancho mixto desde Cannock Road Junction hasta Stafford Road Junction.
A partir de ese momento, los trenes de pasajeros GWR corrieron desde Paddington y Birmingham hasta Wolverhampton, utilizando los poderes de circulación sobre el OW&WR de Priestfield. Estos fueron los únicos trenes regulares de vía ancha que circularon en el OW&WR, cuyo servicio cesó en octubre de 1868. De 1864 a 1867 hubo un servicio de pasajeros entre Wolverhampton GWR y Mánchester a través de Bushbury Junction. Este fue el único servicio regular de pasajeros que utilizó esta sección de la línea.

## Terminación del contrato de trabajo
A principios de 1855, la empresa puso fin al acuerdo de operación con C. C. Williams.

## Ramal de Chipping Norton
Cuando se inauguró el OW&WR, Chipping Norton era una próspera ciudad lanera, situada a cinco millas de la línea, pero sin ninguna estación cercana. William Bliss, propietario del telar más grande de la ciudad, solicitó repetidamente al OW&WR que dispusiera una estación cerca de la ciudad, pero sin éxito. Bliss se reunió con Sir Morton Peto, director del OW&WR, y los dos hombres acordaron financiar ellos mismos un ramal, con alguna contribución de otros empresarios locales. La línea de Chipping Norton Junction, más tarde llamada Kingham, se inauguró el 10 de agosto de 1855.

## Fusión
En 1854, el Great Western Railway se hizo cargo de los ferrocarriles de vía estrecha (en realidad, de ancho estándar) alrededor de Shrewsbury, y su actitud hacia el tráfico sobre estas vías comenzó a moderarse. En consecuencia, en febrero de 1858 el GWR relajó su hostilidad hacia el uso de la vía estrecha en la red del OW&WR y el abandono de los rieles de gran ancho. La consiguiente aprobación legislativa para el cambio se obtuvo en febrero de 1859.
El 14 de junio de 1860, el OW&WR se unió al Ferrocarril de Worcester y Hereford y al Ferrocarril de Newport, Abergavenny y Hereford, formando juntos el "Ferrocarril de Midland Oeste". La fecha de entrada en vigor del acuerdo fue el 1 de julio de 1860. El OW&WR fue el socio principal de la nueva empresa. El entusiasmo por las fusiones fue más allá, y en 1861 el OW&WR y el GWR propusieron unirse, siendo el acuerdo autorizado en el Parlamento el 13 de julio de 1863, con fecha de vigencia del 1 de agosto de 1863.

## Ramal de Kingswinford
El 14 de noviembre de 1858, el OW&WR abrió una línea desde una conexión situada en Kingswinford hasta la cuenca de un canal en Bromley. La rama tenía aproximadamente una milla de largo. Más tarde se amplió al Ferrocarril del Conde de Dudley en Pensnett.

## Ramal de Stratford
La Ley del OW&WR de 1846 autorizó un ramal a Stratford desde Honeybourne. La Compañía debió enfrentarse a dificultades considerables en la adquisición de los terrenos necesarios para el nuevo ferrocarril, y tuvo que solicitar dos prórrogas, de manera que la línea no se abrió hasta el 11 de julio de 1859. El ramal comenzaba hacia el norte desde Honeybourne, y disponía de estaciones intermedias en Long Marston y Milcote, y la terminal de Stratford estaba en Sanctuary Lane. La línea era de vía única y con curvas pronunciadas debido a su condición de ramal menor.
En el año siguiente, 1860, la línea del Ferrocarril de Stratford on Avon desde Hatton hasta Stratford abrió su propia estación independiente en Stratford. Ambas estaciones estaban ubicadas de manera poco conveniente para la ciudad y, a pesar de las tensiones entre el GWR y el OW&WR, se llegó a un acuerdo para conectar las dos rutas y poder disponer de una estación central, que se completó el 24 de julio de 1863. La línea se duplicó en 1907-1908.

## Trenes del GWR a Paddington
El 1 de octubre de 1861, comenzaron a circular trenes de pasajeros de Wolverhampton a Paddington por el OW&WR. Hasta entonces existía un servicio directo a Euston a través del enlace de Yarnton, pero cesó ese mismo día.

## Ramal de Bourton-on-the-Water
El OW&WR obtuvo una Ley en 1859 para construir un ramal desde Chipping Campden Junction hasta Bourton-on-the-Water. Morton Peto fue el contratista, y la línea se inauguró el 1 de marzo de 1862. Tenía una longitud de 8 millas (12,9 km) y una estación intermedia que servía a Stow-on-the-Wold, aunque su ubicación no era la más adecuada para esta comunidad.

## Ferrocarril de Severn Valley
En 1853, una empresa nominalmente independiente, patrocinada por el OW&WR, obtuvo su Ley de autorización para construir el Ferrocarril de Severn Valley, desde Hartlebury en la vía del OW&WR a través de Bewdley, Bridgnorth e Ironbridge hasta Shrewsbury. Se obtuvieron más leyes en 1855 y 1856 que modificaban la ruta, y la construcción no comenzó hasta 1858. Con 40 millas de extensión, era la rama más larga del OW&WR y finalmente se abrió al tráfico el 1 de febrero de 1862, momento en el que la compañía se había terminado fusionando en el Ferrocarril del Midland Oeste. Había una industria considerable y diversa en la ruta, que fue muy estimulada por el ferrocarril desde el principio. Posteriormente, el ocio y el turismo de fin de semana también cobraron protagonismo, especialmente entre 1900 y 1950.
La conexión hacia el sur en Hartlebury resultó ser una limitación significativa, y el Great Western Railway construyó una ruta que conducía al noreste desde Bewdley hasta Kidderminster, que se inauguró el 1 de junio de 1878.

## Ferrocarril de Extensión de Stourbridge
En 1860, el Ferrocarril de Stourbridge recibió autorización para construir una línea ferroviaria entre Stourbridge y Cradley Heath. Al año siguiente, la Ley ferroviaria de extensión de Stourbridge autorizó una extensión para unirse a la línea principal del LNWR en Galton Junction, y en 1862 se aprobó una extensión adicional para llegar a la línea ferroviaria del Great Western en Handsworth Junction. La línea se abrió a Cradley Heath con una estación intermedia en Lye, el 1 de abril de 1863. Esa parte fue operada por el Ferrocarril del Midland Oeste, y cuando esa compañía fue absorbida por el Great Western Railway, el propio GWR se hizo cargo del trabajo. El 1 de enero de 1866, la línea se abrió a Old Hill y en su totalidad el 1 de abril de 1867. El trazado presentaba pendientes muy acusadas y era común el empleo de locomotoras de refuerzo para remolcar los trenes de mercancías pesados. El Ferrocarril de Stourbridge fue absorbido por el GWR el 1 de febrero de 1870.

## El WMR fusionado con el GWR
A partir del 1 de agosto de 1863, el Ferrocarril de Midland Oeste se fusionó con el Great Western Railway. La contabilidad del WMR se mantuvo por separado durante algunos años. Los antiguos accionistas del Ferrocarril de Worcester y Hereford recibieron un 5% garantizado (debido a acuerdos anteriores) y los accionistas del OW&WR obtuvieron el 72% del residuo. Este acuerdo se mantuvo hasta 1870. Todo el OW&WR (excepto los ramales de Chipping Norton y Stratford) se colocó con vía longitudinalmente apoyada sobre listones de madera, según el diseño original de Brunel. Había 76 viaductos y puentes de madera en conjunto en la línea principal y los ramales. El antiguo OW&WR aportó 59 locomotoras.

## Línea de Netherton a Old Hill
El Ferrocarril de West Midland obtuvo una Ley de autorización en julio de 1862 para un trazado que conectase la Línea de Extensión de Stourbridge en Old Hill con la línea principal del OW&WR cerca de Netherton. La finalización se retrasó mucho: se inauguró el 1 de marzo de 1878. Había una estación intermedia en Windmill End y la estación de Netherton se transfirió desde la línea principal del OW&WR.
En septiembre de 1905, el GWR introdujo automotores de vapor en la línea y abrió tres nuevas paradas; el área estaba muy industrializada y el tráfico de pasajeros era intenso.
Pero después de la Segunda Guerra Mundial el volumen de pasajeros disminuyó drásticamente y el servicio se limitó a las horas pico en 1958. A esto le siguió el cierre para los viajeros el 13 de junio de 1964, mientras que el tráfico de mercancías se canceló a finales de 1967.

## Ramal de la ciudad de Stourbridge

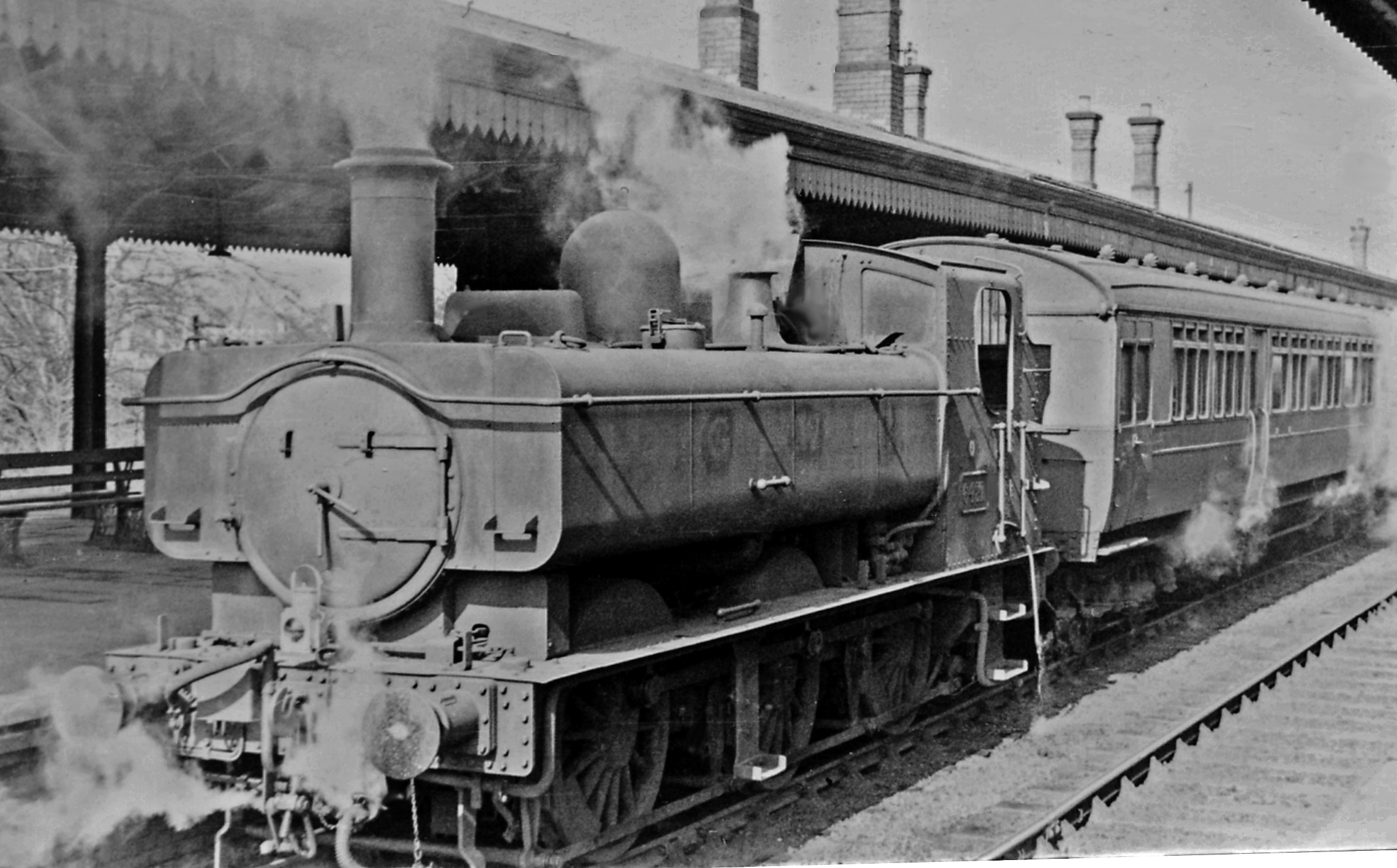
Un tren automotor para Dudley remolacado por una locomotora en la Estación de Stourbridge Junction

La estación de Stourbridge del OW&WR estaba a más de una milla de la ciudad, de manera que las mercancías se llevaban al ferrocarril desde allí mediante un plano inclinado con una pendiente de 1 en 14 accionado mediante sogas y cabestrantes.

El 30 de julio de 1859 se completó un ramal desde la línea principal del OWWR al norte del viaducto, probablemente muy cerca de donde se iba a ubicar la conexión con la nave de locomotoras, hasta la ferrería que se había construido en el lado occidental de Lower High Street... Se esperaba que el ramal estuviera disponible para el tráfico de pasajeros. Sin embargo, debido a la inclinación de la pendiente (1 en 14), que requería que el tráfico tuviera que subir y bajar usando una soga conectada a un motor estacionario, era dudoso que dicho tráfico pudiera manejarse con seguridad.

Con el tiempo se consideró esta situación insatisfactoria, y el GWR obtuvo una Ley para la construcción de un ramal corto hacia una nueva estación en la localidad el 30 de junio de 1874. Su pendiente era de 1 en 67, contaba con doble vía, y más allá de la mencionada estación de "Town" había una pendiente de 1 en 27 que conducía a los apartaderos situados junto el río Stour. El tramo con servicio de pasajeros de la línea se inauguró el 1 de mayo de 1879 y la extensión de mercancías el 1 de enero de 1880. La nueva estación se llamó Stourbridge y la estación Stourbridge existente pasó a llamarse Stourbridge Junction. El ramal se curvaba hacia el norte para llegar a la antigua estación al unirse a la línea principal, pero en 1901 hubo de modificarse el ramal para acceder a la estación de Stourbridge Junction, que se había reubicado más al sur.
El ramal estuvo cerrado a los pasajeros desde el 29 de marzo de 1915 hasta el 1 de mayo de 1919.

## Ferrocarril Directo de Banbury y Cheltenham
Desde la apertura del ramal de Chipping Norton y del ramal de Bourton-on-the-Water, ambos prácticamente alineados, se alentó la idea de formar un ferrocarril troncal. El mineral de hierro de las East Midlands tenía demanda en el sur de Gales, ya que se requerían minerales de diferentes calidades para ser mezclados. Estas circunstancias llevaron al Great Western Railway a promocionar la construcción del Ferrocarril Directo de Banbury y Cheltenham. La parte de esta línea de Bourton-on-the-Water a Cheltenham abrió el 1 de junio de 1881. A continuación se completó la extensión del ramal de Chipping Norton a King's Sutton, cerca de Banbury, que entró en servicio el 6 de abril de 1887. Además, en el curso de la nueva línea se localizaban algunas instalaciones de extracción de mineral de hierro.
Los trenes de minerales debían dar marcha atrás en la estación de Chipping Norton Junction, hasta que en 1906 se abrió una línea de derivación que conectaba los dos brazos del ramal formando una la línea principal, abierta para las mercancías el 8 de enero de 1906 y para los trenes de pasajeros el 1 de mayo de 1906. Un único tren regular de pasajeros utilizaba el nuevo ramal, el tren directo de Swansea a Newcastle upon Tyne, operado conjuntamente con el Great Central Railway.
El Ferrocarril Directo de Banbury y Cheltenham fue comprado por el GWR en 1897 con un coste de 138.000 libras en efectivo.
La estación de Chipping Norton Junction pasó a llamarse Kingham en 1909.

## Línea de Shipston-on-Stour

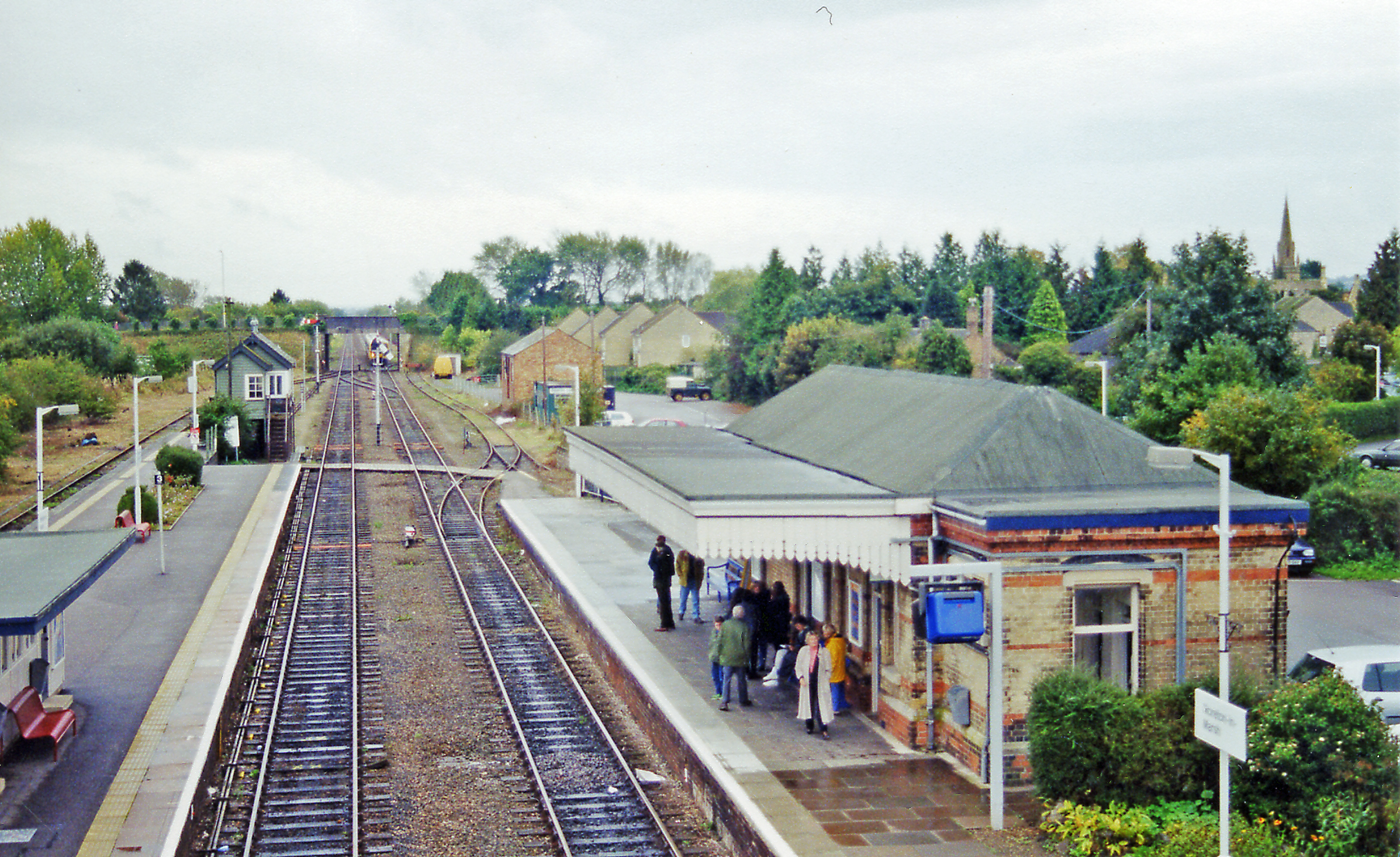
Estación de Moreton-in-Marsh

El Tranvía de Stratford y Moreton había sido construido en 1826, abriendo entre Stratford [-upon-Avon] y Moreton. Era un tranvía de peaje operado por caballos, aunque había grandes ideas de continuar a Londres. En 1836 se abrió una extensión a Shipston-on-Stour, esta vez con la intención de extenderse a Coventry. La Ley del OW&WR de 1845 autorizó al nuevo ferrocarril a hacerse cargo mediante un contrato de arrendamiento perpetuo del tranvía, que por entonces tenía deudas por valor de más de 48.000 libras esterlinas.
La sección de Stratford cayó en desuso alrededor de 1880, pero las fuerzas locales reclamaron que se modernizara la parte de Shipston, y el GWR la convirtió en un ferrocarril convencional, que se inauguró el 1 de julio de 1889, que pasó a ser el ramal de Shipston-on-Stour del Great Western Railway.
Las pronunciadas curvas de la alineación del tranvía hicieron que el viaje fuera lento, pero el servicio de pasajeros se mantuvo hasta el 8 de julio de 1929. El tráfico de mercancías se canceló el 3 de mayo de 1960.

## De Cheltenham a la Línea Principal de Stratford
El Great Western Railway había lamentado durante mucho tiempo la pérdida por parte del Ferrocarril de Midland de la línea de Birmingham a Bristol en 1845. A medida que crecía la red del GWR en las Midlands Occidentales, las dificultades para operarla aumentaron. Tenía poderes de circulación sobre la línea del Midland, pero con el crecimiento del tráfico la situación se volvió cada vez más problemática. A finales del siglo XIX, el GWR contempló la construcción de una ruta independiente de Cheltenham a Stratford, utilizando la línea de Honeybourne a Stratford existente de 1859.
El antiguo ramal necesitaba un trabajo de mejora considerable, incluida la duplicación de la línea y la ampliación del radio de muchas de sus curvas. El tramo entre Honeybourne y Cheltenham era completamente nuevo y la ruta se abrió el 1 de julio de 1908. La estación de Honeybourne se amplió considerablemente, con cuatro andenes y conexiones circulares para permitir el recorrido directo hacia y desde la línea principal del OW&WR, aunque no directamente a o desde la dirección de Oxford, solo directamente hacia o desde la dirección de Worcester. Los trenes que viajaban directamente entre Cheltenham y Stratford no pasaban por la estación de Honeybourne, sino que iban por una vía férrea a tendida campo a través a cierta distancia al este de la estación de Honeybourne. Muchos trenes expresos de pasajeros y de carga se desviaron a la nueva ruta, y el tráfico era especialmente intenso después de la Primera Guerra Mundial los sábados de verano, cuando se concentraban los trenes con servicios vacacionales hacia las West Midlands y lugares más al norte del oeste de Inglaterra.
Una debilidad significativa de la ruta fue que atravesaba parajes rurales relativamente poco desarrollados, con comparativamente pocos asentamientos importantes en su entorno.

## Agrupación
En 1923, los ferrocarriles de Gran Bretaña se "agruparon" en una u otra de las cuatro nuevas grandes empresas, de acuerdo con la Ley de Ferrocarriles de 1921. El Great Western Railway y algunos otros ferrocarriles pasaron a formar parte del nuevo Great Western Railway.

## Kingswinford a Oxley
El Great Western Railway vio que disponía del Ferrocarril de Kingswinford, que daba acceso hacia un canal y una mina de carbón en Pensnett, y pensó que sería útil extenderla hasta Oxley, en la línea de Wolverhampton a Shrewsbury. Preparó varios proyectos de ley para obtener la autorización, y finalmente tuvo éxito en 1905. La construcción fue lenta, y se retrasó aún más por la Primera Guerra Mundial. La línea se abrió el 11 de mayo de 1925. El servicio de pasajeros se interrumpió el 31 de octubre de 1932.

## Automotores diésel
A partir de julio de 1935, se puso en servicio un automotor diésel del GWR en Worcester, seguido de varios más. Los vehículos eran un medio más económico de brindar un servicio de pasajeros en rutas menos transitadas y se emplearon profusamente en la antigua red del OW&WR. Estos vehículos y una variante posterior continuaron en uso hasta 1962.

## Nacionalización
Tras la nacionalización promulgada en 1948, la línea pasó a formar parte de la Región Oeste de British Railways.

## Después de 1960
Cerca de Stratford se instaló una nueva curva orienta de sur a este el 12 de junio de 1960, lo que permitió cerrar la línea hacia el norte. Los trenes que transportaban mineral de hierro desde Northamptonshire hasta el sur de Gales usaban la curva, y la línea hacia el norte estaba cerrada a ese tráfico. El flujo cesó el 1 de marzo de 1965 y se eliminó la curva.
La línea entre Stourbridge Junction y Priestfield Junction se cerró a los trenes de pasajeros después del 29 de julio de 1962. Permaneció abierta a los trenes de mercancías hasta diciembre de 1967.
La línea del Severn Valley cerró el 8 de septiembre de 1963, aunque el bucle de Kidderminster a Bewdley y las secciones de Hartlebury a Bewdley operaron un servicio de pasajeros reducido hasta el cierre el 3 de enero de 1970.
Sin embargo, un grupo de entusiastas fundó el Ferrocarril de Severn Valley como un ferrocarril histórico en 1967, y en 1970 los trenes operados por vapor reanudaron su funcionamiento. En la actualidad, la línea opera entre Kidderminster y Bridgnorth.
La línea de Kingswinford a Oxley se cerró al norte de Pensnett el 27 de febrero de 1965 y durante todo 1990.
La línea de Old Hill a Dudley cerró a los servicios de pasajeros después del 13 de junio de 1964.
La sección del ferrocarril entre Stourbridge y Dudley fue posteriormente absorbida por la Línea de South Staffordshire, que continuó hasta Walsall después de bifurcarse hacia el este desde Dudley. Todos los servicios de pasajeros se retiraron en 1965, pero los trenes de mercancías continuaron sirviendo en la ruta hasta 1993, cuando se suspendió la línea al norte de Round Oak. La línea aún está abierta para carga hasta este punto para servir a la Terminal de Round Oak Steel.
La ruta de Cheltenham-Honeybourne-Stratford era menos importante en los días de los ferrocarriles británicos, y cuando el tráfico disminuyó en la década de 1960, la ruta pasó a ser secundaria. A partir de septiembre de 1966, los trenes de larga distancia se desviaron a otras rutas, principalmente la ruta de Midland a través de la rampa de Lickey, y en mayo de 1969 se cerró el servicio local de pasajeros entre Stratford y Worcester, junto con la propia estación de Honeybourne. El tráfico de mercancías entre Honeybourne y Cheltenham cesó en agosto de 1976. La sección de Honeybourne a Long Marston se mantuvo debido al depósito de los Ingenieros Reales localizado allí.

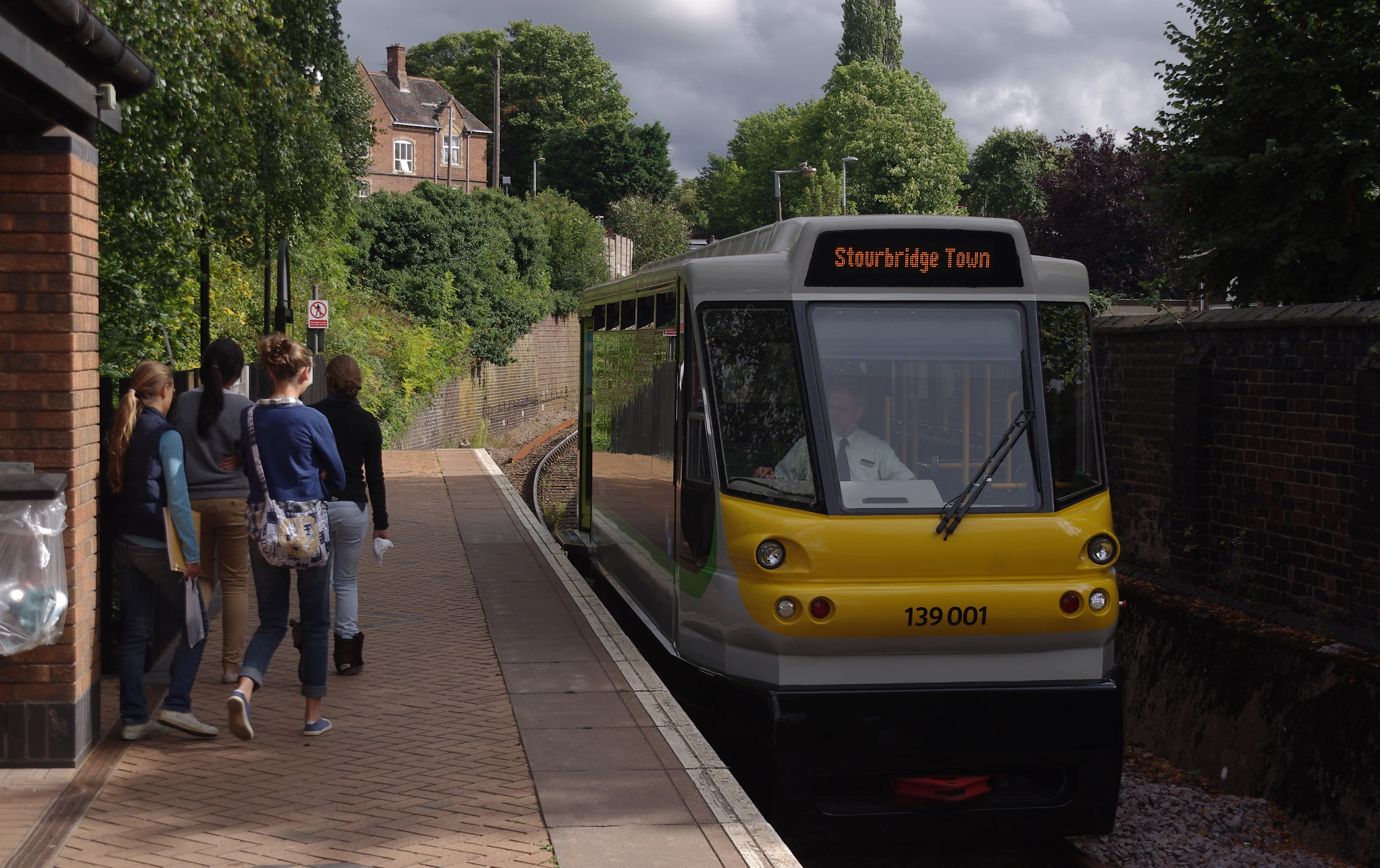
Parry People Mover en la Estación de Stourbridge Town

El ramal de Stourbridge Town se cerró para operaciones de mercancías en julio de 1965. La parte de pasajeros de la línea se fue recortando progresivamente, pero todavía está en funcionamiento. En 2006, el servicio en pruebas del ramal comenzó con un vehículo ligero de Parry People Movers Ltd. El vehículo emplea un volante de inercia para almacenar energía destinada a complementar la potencia del motor.
La línea principal entre Moreton y Norton Junction se dejó en vía sencilla durante el otoño de 1971. Solo había un enlace de paso, en Evesham, en esta larga ruta de una sola vía.
La estación de Honeybourne fue reabierta el 22 de mayo de 1981.
El 19 de marzo de 1993 se llevó a cabo la operación final de carga directa en la ruta de Dudley a Stourbridge.
La línea principal de la antigua OW&WR se había simplificado en la década de 1960 y hubo movimientos para restablecer la doble vía a principios del siglo XXI. El nuevo tramo de doble vía entre Charlbury y Ascott se puso en servicio el 6 de junio de 2011 y el tramo entre Moreton y Evesham el 22 de agosto de 2011.
La antigua red del OW&WR (en 2017) todavía estaba en uso desde Oxford hasta Round Oak, así como el ramal de Norton Junction y la conexión de Stoke Works. Se ha reutilizado un tramo corto cerca de Bushbury Junction como parte de un enlace desde Stafford Road Junction.

## Accidente ferroviario de Round Oak
El 23 de agosto de 1858 se realizó un viaje en tren de Wolverhampton a Worcester, con 1506 adultos y niños a bordo. El viaje de regreso se realizó en dos trenes consecutivos. Al ascender la pendiente empinada entre Brettell Road y Round Oak, el primer tren se detuvo y una parte de sus coches se desprendió cuesta abajo y chocó con el segundo tren que venía a continuación. El sistema de intervalo de tiempo de operación estaba en uso.
Durante el viaje se habían producido varios fallos de los acoplamientos y posteriormente se encontraron numerosas soldaduras mal hechas. Al parecer, el jefe de guardia se apeó de su furgón para ocuparse de un acoplamiento roto y no pudo volver a su puesto para aplicar los frenos. 14 pasajeros murieron y unos 50 resultaron gravemente heridos.

## Estaciones

### Línea principal
- Oxford;
- Wolvercot Junction; divergencia del Ferrocarril de Oxford y Rugby;
- Yarnton; abierta el 14 de noviembre de 1861; cerrada el 18 de junio de 1962; divergencia del Ferrocarril de Witney 1861-1970;
- Han[d]borough; abierta el 4 de junio de 1853; sigue abierta;
- Combe; inaugurada el 8 de julio de 1935; sigue abierta;
- Finstock Halt; abierta el 9 de abril de 1934; sigue abierta;
- Charlbury; abierta el 4 de junio de 1853; sigue abierta;
- Ascott; abierta el 4 de junio de 1853; renombrada Ascott-under-Wychwood 1880; renombrada Ascott-under-Wychwood Halt 1965; renombrada Ascott-under-Wychwood 1969; sigue abierta;
- Shipton; abierta el 4 de junio de 1853; sigue abierta;
- Chipping Norton Junction; abierta el 10 de agosto de 1855; renombrada Kingham en 1909; sigue abierta; divergencia de línea a Bourton-on-the-Water 1862-1964; divergencia de la línea a Chipping Norton 1855-1964;
- Addlestrop and Stow Road; abierta el 4 de junio de 1853; rebautizada como Addlestrop 1862; renombrada Adlestrop 1883; cerrada el 3 de enero de 1966;
- Moreton-in-Marsh; abierta el 4 de junio de 1853; sigue abierta; conexión temprana del tranvía y divergencia de la línea a Shipston en Stour 1869-1960;
- Blockley; abierta el 4 de junio de 1853; cerrada el 3 de enero de 1966;
- Campden; abierta el 4 de junio de 1853; rebautizada como Chipping Campden en 1952; cerrada el 3 de enero de 1966;
- Campden Tunnel o Mickleton Tunnel;
- Mickleton Halt; inaugurada el 8 de noviembre de 1937; cerrada el 6 de octubre de 1941;
- Honeybourne South Loop Junction; divergencia del enlace al ramal de Stratford;
- Honeybourne North Loop Junction; convergencia del ramal de Stratford;
- Honeybourne; abierta el 4 de junio de 1853; cerrada el 5 de mayo de 1969; reabierta el 25 de mayo de 1981; sigue abierta;
- Littleton and Badsey; abierta el 21 de abril de 1884; cerrada el 3 de enero de 1966;
- Evesham; inaugurada el 3 de mayo de 1852; sigue abierta;
- Fladbury; inaugurada el 3 de mayo de 1852; cerrada el 3 de enero de 1966;
- Wyre Halt; inaugurada el 11 de junio de 1934; cerrada el 3 de enero de 1966;
- Pershore; inaugurada el 3 de mayo de 1852; sigue abierta;
- Stoulton; abierta el 20 de febrero de 1899; cerrada el 3 de enero de 1966;
- Norton Junction; abierta desde octubre de 1879; renombrada Norton Halt en 1959; cerrada el 3 de enero de 1966; convergencia de ramal desde Abbotswoood Junction;
- Worcester Shrub Hill; abrió el 5 de octubre de 1850 para el Ferrocarril de Midland; sigue abierta; divergencia de línea a Hereford 1860-;
- Tunnel Junction; convergencia de línea de Hereford, 1860-;
- Astwood Halt; inaugurada el 18 de mayo de 1936; cerrada el 25 de septiembre de 1939;
- Blackpole Halt; estación privada para Ordnance Factory; utilizado de 1917 a 1920 y de 1940 a 1946;
- Fearnall Heath; abierta el 15 de febrero de 1852; renombrada Fernhill Heath 1883; cerrada el 5 de abril de 1965;
- Droitwich; abierta el 18 de febrero de 1852; renombrada Droitwich Spa 1923; divergencia de la línea a Stoke Works Junction; sigue abierta;
- Cutnall Green; abierta desde el 9 de julio de 1928; cerrada el 5 de abril de 1965;
- Hartlebury; inaugurada el 3 de mayo de 1852; sigue abierta;
- Hartlebury Junction; divergencia del Ferrocarril de Severn Valley 1862-1980;
- Kidderminster Junction; convergencia de la línea de Bewdley 1878-1984;
- Kidderminster; inaugurada el 3 de mayo de 1852; sigue abierta;
- Churchill and Blakedown; abierta desde abril de 1853; renombrada Blakedown en 1968; sigue abierta;
- Hagley; inaugurada en junio de 1857; sigue abierta;
- Stourbridge; inaugurada el 3 de mayo de 1852; renombrada Stourbridge Junction en 1879; reubicada hacia el sur el 1 de octubre de 1901; divergencia del ramal de Stourbridge Town; sigue abierta;
- Stourbridge North Junction; divergencia de la línea de extensión de Stourbridge;
- Brettell Lane; abierta el 20 de diciembre de 1852; cerrada el 30 de julio de 1962;
- Kingswinford Junction; divergencia del ramal de Kingswinford;
- Moor Lane; parada de trabajadores no anunciada públicamente; probablemente utilizada durante la Primera Guerra Mundial;
- Brierley Hill; abierta el 1 de diciembre de 1858; cerrada el 30 de julio de 1962;
- Round Oak; abierta el 20 de diciembre de 1852; reubicada alrededor de 1894; cerrada el 30 de julio de 1962;
- Harts Hill and Woodside; abierta el 1 de abril de 1895; cerrada el 1 de enero de 1917;
- Netherton; abierta el 20 de diciembre de 1852; cerrada el 1 de marzo de 1878;
- Netherton Junction; convergencia del ramal de Windmill End;
- Dudley South Side and Netherton; abierta el 1 de marzo de 1878; rebautizada como Blowers Green en 1921; cerrada el 30 de julio de 1962; convergencia de la línea del GWR desde Old Hill 1878-1968
- Dudley; abierta el 20 de diciembre de 1852; cerrada el 6 de julio de 1964; divergencia de la línea de South Staffordshire (luego LMS) a Dudley Port, 1850-1993;
- Tipton; abierta el 1 de diciembre de 1853; renombrada Tipton Five Ways en 1950; cerrada el 30 de julio de 1962; divergencia del ramal a la línea de Stour Valley desde 1853 a 1983;
- Princes End; inaugurada en diciembre de 1856; renombrada Princes End y Coseley en 1936; cerrada el 30 de julio de 1962;
- Daisey Bank; inaugurada el 1 de julio de 1854; cerrada el 1 de enero de 1917; reabierta como Daisy Bank y Bradley el 3 de febrero de 1919; cerrada el 30 de julio de 1962;
- Bilston; inaugurada el 1 de julio de 1854; rebautizada como Bilston West en 1950; cerrada el 30 de julio de 1962;
- Priestfield; inaugurada el 5 de julio de 1854; cerrada el 6 de marzo de 1972; convergencia de la línea del GWR desde Birmingham;
- Wolverhampton Low Level; inaugurada el 1 de julio de 1854; cerrada el 6 de marzo de 1972;
- Cannock Road Junction; divergencia del ferrocarril de Shrewsbury y Birmingham, 1854-1968;
- Bushbury Junction; convergencia con la antigua línea del Ferrocarril Grand Junction.[16][17][18][18]

### Ramal de Shipston-on-Stour
(Antiguo tranvía)
- Moreton-in-Marsh; véase en la entrada anterior;
- Stretton-on-Fosse; inaugurada el 1 de julio de 1889; cerrada el 1 de enero de 1917; reabierta el 1 de enero de 1919; cerrada el 8 de julio de 1929;
- Longdon Road; inaugurada el 1 de julio de 1889; cerrada el 8 de julio de 1929;
- Shipston-on-Stour; inaugurada el 1 de julio de 1889; cerrada el 8 de julio de 1929.[17][16][18]

### Ramal de Stratford
- Honeybourne;
- Honeybourne North Loop Junction;
- Honeybourne East Loop Junction;
- Pebworth Halt; inaugurada el 6 de septiembre de 1937; cerrada el 3 de enero de 1966;
- Broad Marston Halt; inaugurada el 17 de octubre de 1904; cerrada el 14 de julio de 1916;
- Long Marston; inaugurada el 11 de julio de 1859; cerrada el 3 de enero de 1966;
- Milcote [and Weston]; inaugurada el 11 de julio de 1859; reubicada alrededor del 9 de mayo de 1908; cerrada el 3 de enero de 1966;
- Chambers Crossing Halt; inaugurada el 17 de octubre de 1904; cerrada el 14 de julio de 1916;
- Race Course Junction; divergencia de la línea de 1960 a la línea East y West Junction;
- Stratford Racecourse; inaugurada el 6 de mayo de 1933; cerrada en 1968; tráfico especial solamente;
- East and West Junction; convergencia de la línea de la línea East y West Junction;
- Stratford [Estación del OW&WR]; inaugurada el 11 de julio de 1859; cerrada el 1 de enero de 1863 cuando se inauguró una nueva estación.[17][16][18]

### Ramal de Abbotswood Junction
- Abbotswood Junction; divergencia del Ferrocarril de Birmingham y Gloucester;
- Norton Junction; (véase entrada anterior)[17][16][18]

### Apartadero de Stoke Works Spur
- Droitwich Spa; (véase arriba);
- Stoke Works; abierto el 18 de febrero de 1852; cerrada el 18 de abril de 1966;
- Stoke Works Junction; convergencia con el Ferrocarril de Birmingham y Gloucester.[17][16][18]

### Ramal de Stourbridge Town
- Stourbridge Junction; (véase arriba);
- Stourbridge Town; abierta el 1 de octubre de 1879; cerrada el 20 de marzo de 1915; reabierta el 3 de marzo de 1919; reubicada en 1979; sigue abierta.[17][16][18]

### Ramal de Bromley Basin
- Kingswinford Junction; (véase arriba);
- Brockmoor Halt; inaugurada el 11 de mayo de 1925; cerrada el 31 de octubre de 1932;
- Bromley Halt; inaugurada el 11 de mayo de 1925; cerrada el 31 de octubre de 1932;
- Bromley Basin.[17][16][18]